# Le Mémorial de Sainte-Hélène

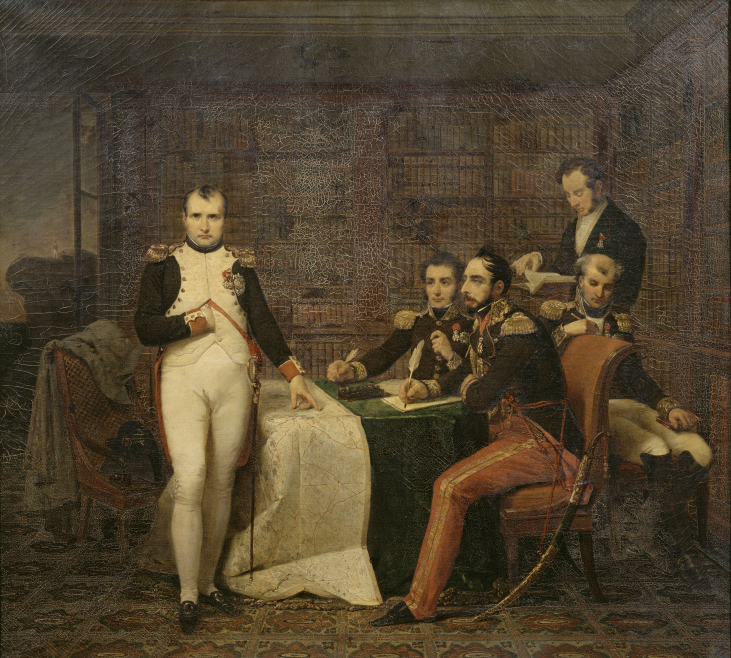
Napoleon I wraz ze swoimi towarzyszami spisującymi jego wspomnienia na Wyspie Świętej Heleny. Obraz nieznanego malarza

Le Mémorial de Sainte-Hélène (pol. Pamiętnik Świętej Heleny) – zbiór wspomnień Napoleona I spisany i zredagowany przez Emmanuela de Las Cases, jako wynik ich prawie codziennych konwersacji podczas wygnania cesarza na Świętą Helenę. Wbrew szeroko utrzymywanej opinii, tekst nie był dyktowany przez Napoleona i Las Cases zawsze zapewniał jego kompletność i oryginalność. Był to jeden z największych sukcesów francuskiej literatury tamtej epoki, krystalizujący żale i nostalgie względem I Cesarstwa i wywołujący powstanie bonapartyzmu. W pamiętnikach Napoleon jest przedstawiony jako kontynuator rewolucji francuskiej chcący dobra ludu i tym samym znienawidzony przez królów. Wiele redakcji wyszło podczas XIX wieku, włączając te z lat 1822–1823 (oryginał), 1824 (dodatki i korekty do poprzedniej wersji), 1828 (nowe nagłówki), 1830–1831 (poprawiona) i z 1842 (poprawiona i rozszerzona wersja).